# Norra Strängskär
Norra Strängskär är en ö i Finland. Den ligger i Skärgårdshavet och i kommunen Kimitoön i den ekonomiska regionen  Åboland i landskapet Egentliga Finland, i den sydvästra delen av landet. Ön ligger omkring 62 kilometer söder om Åbo och omkring 160 kilometer väster om Helsingfors. Norra 
Öns area är 4,1 hektar och dess största längd är 280 meter i öst-västlig riktning.